# Hessischer Bankverein
Der Hessische Bankverein mit Sitz in Kassel ist ein ehemaliges deutsches Kreditinstitut, das 1908 gegründet und 1922 von der Commerzbank AG übernommen wurde.

## Geschichte

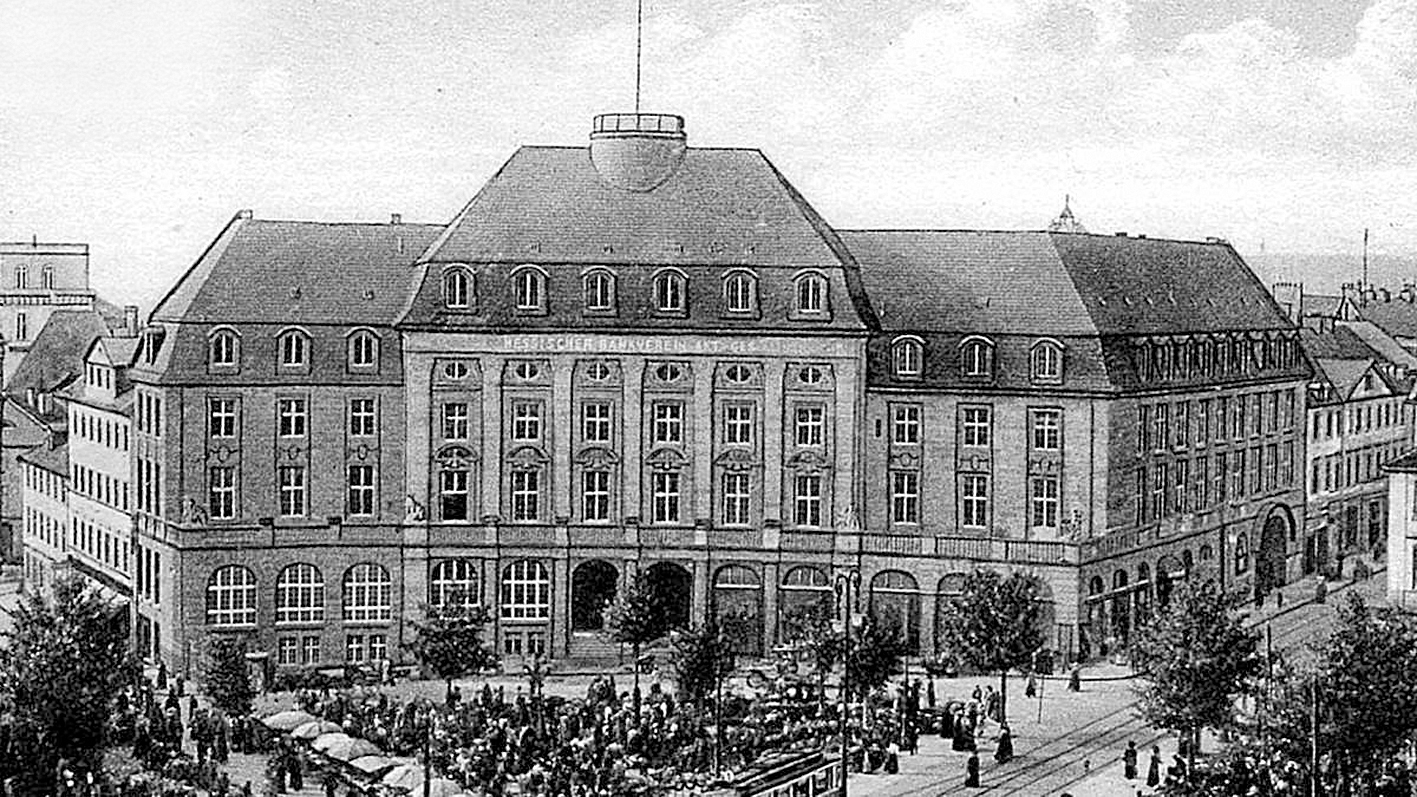
Sitz des Hessischen Bankvereins am Königsplatz, seit der Fusion wird das Gebäude bis heute von der Commerzbank genutzt

Der Hessische Bankverein entstand 1908 durch die Fusion der Bankhäuser J.C. Plauth & Co. in Eschwege und Leopold Plauth & Co in Kassel. Durch die Einrichtung von Filialen in Hannoversch Münden und Witzenhausen, die Übernahme von zwei Privatbanken in Fulda sowie von zwei Vorschussvereinen in Neukirchen und Rotenburg an der Fulda dehnte der Hessische Bankverein sein Geschäftsgebiet auf ganz Nordhessen aus. 1909 übernahm der Hessische Bankverein auch die Paderborner Bank AG in Paderborn, die kurz zuvor zahlungsunfähig wurde.
1922 wurde der Hessische Bankverein von der Commerzbank AG übernommen.